# Corte y confección (programa de televisión)
Corte y confección fue un programa de televisión y reality show de moda argentino sobre moda que busca al mejor modista amateur de Argentina. El formato es una creación original de LaFlia Contenidos. Fue estrenado el día 14 de enero de 2019 y finalizado el día 21 de agosto del 2020.
El día 8 de febrero de 2021 volvió una edición especial de artistas famosos, la cual finalizó el 11 de junio, el programa era emitido por el canal argentino eltrece. 
El talent show es conducido por la actriz y presentadora Andrea Politti, mientras que el jurado ha ido variando sus integrantes conforme pasaban las temporadas, actualmente está conformado por los diseñadores Fabián Zitta, Verónica de la Canal y Benito Fernández. Además el reality cuenta con las participaciones de Matilda Blanco y Fabián Paz como jefes de taller (este último no regresó en la última temporada, versión para celebridades). 
La cuarta, y última, entrega del reality show fue distintas a las demás por el hecho de que quiénes confeccionarían las prendas serían celebridades y no participantes no-famosos.

## Formato
A lo largo del programa, una determinada cantidad de aspirantes a modista tendrán la oportunidad de aprender con expertos y demostrar su capacidad como costureros. El programa se emite en un formato diario, donde se enfrentarán a todo tipo de pruebas para demostrar su técnica, su creatividad y su pasión por el oficio. En cada uno de ellos, los participantes serán evaluados por los jueces (en una escala del 0 al 10), y en función a los resultados obtenidos, los puntajes que no superen la puntuación mínima quedarán en riesgo. Uno (o dos), de los tres (o cuatro), será(n) automáticamente salvado(s), sin necesidad de pasar por la prueba de expulsión, por la decisión de los jueces. Mientras que los otros dos restantes se enfrentarán en la prueba de expulsión, donde el jurado comunicará quién sigue y quién abandona la competencia, junto con la modelo que le fue asignada esa semana.
Por otra parte, habrá un sistema de sirenas denominado "Alerta fashionista". Si la sirena suena, podrá modificarse la consigna dada.

### Puntuación y procedimiento de votación
En Corte y confección (1.ª, 2.ª y 4ª): El método de puntuación hacia los participantes se lleva a cabo solamente con 3 jurados, estos evaluaban el vestuario confeccionado diariamente a través de puntajes del 0 al 10 y los participantes que no alcanzaran la suma semanal necesaria para seguir concursando, se batían a un desafío de eliminación en el que se decidía quién debería abandonar el certamen.
En la 3.ª edición el jurado se amplía a 5 integrantes (dos diseñadores, una jefa de taller y dos celebridades), más 3 integrantes del BAR, sumando un total de 8 jurados.

## Equipo
| Nombre               | Temporada                  | Temporada                  | Temporada                  | Temporada      |
| Nombre               | I                          | II                         | III                        | F              |
| -------------------- | -------------------------- | -------------------------- | -------------------------- | -------------- |
| Andrea Politti       | Conductora                 | Conductora                 | Conductora                 | Conductora     |
| Verónica de la Canal | Jurado titular             | Jurado titular             | Jurado titular             | Jurado titular |
| Benito Fernández     | Jurado titular             | Jurado titular             | Jurado titular             | Jurado titular |
| Fabián Zitta         | Jurado titular             | Jurado titular             |                            | Jurado         |
| Matilda Blanco       | Jefa de Taller             | Jefa de Taller             | Jefa de Taller             | Jefa de Taller |
| Fabián Paz           | Jefe y asistente de Taller | Jefe y asistente de Taller | Jefe y asistente de Taller | Jurado         |
| Martín Salwe         | Locutor                    | Locutor                    | Locutor                    | Locutor        |
| Elsa Serrano †       |                            |                            | Jurado                     |                |
| Santiago Artemis     |                            |                            | Jurado                     | Jurado         |
| Flavio Mendoza       |                            |                            | Jurado especial            |                |
| Florencia de la V    |                            |                            | Jurado especial            |                |
| Claudia Arce         |                            | Jurado                     | Jurado                     |                |
| Iliana Calabró       |                            |                            | Jurado                     |                |
| César Juricich       |                            |                            |                            | Jurado         |
| Jorge Rey            |                            |                            |                            | Jurado         |

## Ediciones
| Temp. | Año(s) | Cadena | Presentador(a) | # participantes         | Ganador           | Finalista                       | 3.er puesto         | Índice de audiencia |
| ----- | ------ | ------ | -------------- | ----------------------- | ----------------- | ------------------------------- | ------------------- | ------------------- |
| I     | 2019   |        | Andrea Politti | 16                      | Gerardo Casas     | Juliana Pacheco                 | Ignacio Larrea Sosa | 6.6                 |
| II    | 2019   | 18     | Andrea Politti | María Luisa Baiza       | Celeste Zukas     | Fernando Cuellar                | 6.0                 |                     |
| III   | 2020   | 18     | Andrea Politti | Luis Alejandro Palacios | Lena Podakina     | Leonela Santana                 | 5.0                 |                     |
| F     | 2021   | 14     | Andrea Politti | Aníbal Pachano          | Fernanda Callejón | Anita Martínez / Miriam Lanzoni | 5.7                 |                     |

## Primera temporada(2019)
La primera temporada de Corte y Confección comenzó el 14 de enero de 2019 con 14 aspirantes a ser diseñadores, ellos se enfrentaron en cada emisión con el objetivo de sumar puntos a través de sus diseños, cada semana (a veces dos) un participante quedaba eliminado de la competencia. 
Finalizó el 7 de junio de 2019 convirtiéndose en el ganador Gerardo Casas por el 57.32% de los votos, quien se llevó como gran premio final una beca completa para estudiar la carrera de diseñador en la Escuela Argentina de Moda. 
Además el público dejó en segundo puesto a Juliana Pacheco con el 42.68%.
Ambos, junto a sus cuatro compañeros finalistas, tuvieron la oportunidad de participar de la Fashion Week argentina.

### Participantes
| Nombre              | Residencia    | Edad    | Ocupación                           | Información                   | Nom. |
| ------------------- | ------------- | ------- | ----------------------------------- | ----------------------------- | ---- |
| Gerardo Casas       | Paraná        | 48 años | Boxeador                            | Ganador                       | 2    |
| Juliana Pacheco     | Orense        | 36 años | Contadora pública                   | 2.º Lugar                     | 2    |
| Ignacio Larrea Sosa | San Basilio   | 23 años | Diseñador                           | 3.º Lugar                     | 5    |
| Juan Franco Sartor  | Palermo       | 26 años | Licenciado en relaciones públicas   | 4.º Lugar                     | 6    |
| Fabricio Aumenta    | La Paternal   | 31 años | Vestuarista y dragqueen             | 5.º Lugar                     | 2    |
| Leonela Santana     | Boulogne      | 29 años | Diseñadora                          | 6.º Lugar / 4.ª eliminada     | 4    |
| Teresa Boccuto      | Villa de Mayo | 66 años | Confeccionista                      | 10.ª eliminada                | 4    |
| Mel Von Tesse       | Colegiales    | 29 años | Vestuarista                         | 9.ª eliminada / 7.ª eliminada | 9    |
| Melisa Sjodin       | Sinsacate     | 29 años | Diseñadora                          | 8.ª eliminada                 | 3    |
| Carolina Gabaglio   | Buenos Aires  | 29 años | Diseñadora                          | 6.ª eliminadas                | 2    |
| Marianella Gabaglio | Buenos Aires  | 29 años | Diseñadora                          | 6.ª eliminadas                | 2    |
| Daniella Magnelli   | Buenos Aires  | 26 años | Profesora de diseño de indumentaria | 5.ª eliminada                 | 3    |
| Waldetrudis Almada  | Laferrere     | 58 años | Costurera                           | 3.ª eliminada                 | 1    |
| Milagros Sánchez    | Sevigne       | 21 años | Estudiante                          | 2.ª eliminada                 | 1    |
| Lucía Stefanin      | Olavarría     | 20 años | Diseñadora                          | Abandono voluntario           | 0    |
| Angie White         | Pilar         | 28 años | Diseñadora                          | 1.ª eliminada                 | 1    |

## Segunda temporada(2019)
La Segunda temporada de Corte y Confección comenzó el 10 de junio de 2019, con 16 participantes. 
En esta temporada los ex-finalistas de la primera temporada visitan el programa de vez en cuando y obtienen la función de BAR.
Finalizó el 18 de diciembre de 2019 convirtiéndose en la ganadora María Luisa Baiza por el 52.43% de los votos, quien se llevó como gran premio final una beca completa para estudiar la carrera de diseñador en la Escuela Argentina de Moda.
Además el público dejó en segundo puesto a Celeste Zukas con el 47.57%.
Ambas, junto a sus cuatro compañeros finalistas, tendrán la oportunidad de participar de la Fashion Week argentina.

### Participantes
| Nombre                  | Residencia           | Edad    | Ocupación                           | Información                |
| ----------------------- | -------------------- | ------- | ----------------------------------- | -------------------------- |
| Luisa Baiza             | La Plata             | 43 años | Comerciante y modista               | Ganadora / 9.ª eliminada   |
| Celeste Zukas           | Santa Fe             | 19 años | Estudiante                          | 2.º Lugar / 10.ª eliminada |
| Fernando Cuellar        | Belgrano             | 27 años | Modelo, actor y cantante            | 3.º Lugar                  |
| Matías Silvestre        | Villa Devoto         | 33 años | Bailarín                            | 4.º Lugar                  |
| Ingrid Vogt             | Villa Gesell         | 34 años | Profesora de moldería               | 5.º Lugar                  |
| Melisa Sjodin           | Sinsacate            | 29 años | Diseñadora                          | 6.º Lugar                  |
| Graciela Escalante      | Almagro              | 64 años | Modista                             | 15.ª eliminada             |
| Ignacio Torres          | 25 de Mayo           | 35 años | Diseñador de alta costura           | 14.º eliminado             |
| Lucía Zárate            | Paraná               | 34 años | Diseñador de alta costura           | 13.ª / 7.ª eliminada       |
| Alejandrina Delarmina   | Rosario              | 39 años | Modista                             | 12.ª eliminada             |
| Teresa Boccuto          | Villa de Mayo        | 65 años | Modista y costurera                 | Abandono voluntario        |
| Javier Mayer            | Buenos Aires         | 29 años | Drag queen                          | 11.º / 8.º eliminado       |
| Rosa Bucher             | República Dominicana | 29 años | Diseñadora                          | 6.ª eliminada              |
| María Cristina Colavita | Balcarce             | 53 años | Docente jubilada                    | 5.ª eliminada              |
| Soledad Coronel         | Ciudad de San Martín | 33 años | Dueña de una marca de ropa infantil | 4.ª eliminada              |
| Eugenia Leonhardt       | Rosario              | 23 años | Diseñadora y asesora de imagen      | 3.ª eliminada              |
| Ricardo Chávez          | Buenos Aires         | 27 años | Artista plástico                    | 2.º eliminado              |
| Rodrigo Barrios         | Núñez                | 37 años | Vestuarista                         | 1.º eliminado              |

## Tercera temporada(2020)
La Tercera temporada de Corte y Confección comenzó el 20 de diciembre de 2019, con la etapa de casting para conocer a los 16 participantes finales de la temporada. En esta temporada Fabián Zitta abandona su lugar como jurado y en su reemplazo ingresa Elsa Serrano, pero ante el protocolo frente al COVID-19, tanto Elsa como Benito abandonan el programa. 
El jurado estuvo conformado por la asesora de imagen y estilista, Matilda Blanco, por los diseñadores Verónica de la Canal y Santiago Artemis, y finalmente, por las personalidades del espectáculo como invitados especiales, el bailarín y acróbata circense Flavio Mendoza y la actriz y presentadora Florencia de la V. Ante la incorporación de Matilda al jurado, su puesto como jefa del taller pasó a ser ocupado por Fabián Paz. En esta temporada se introdujo definitivamente la función del VAR, Gerardo Casas, Fernando Cuellar y Fabricio Aumenta fueron los encargados de cumplir dicha función.
Finalizó el 21 de agosto de 2020 convirtiéndose en el ganador el venezolano Luis Palacios por el 31% de los votos, quien se llevó como gran premio final una beca completa para estudiar la carrera de diseñador en la Escuela Argentina de moda. 
Además el público dejó en segundo puesto a la moldava Lena Podakina con el 27% de los votos.

### Participantes
| Nombre            | Residencia   | Edad    | Ocupación                                          | Información                | Nom. |
| ----------------- | ------------ | ------- | -------------------------------------------------- | -------------------------- | ---- |
| Luis Palacios     | Caracas      | 26 años | Diseñador gráfico                                  | Ganador                    | 11   |
| Lena Podakina     | Moldavia     | 48 años | Diseñadora de moda                                 | 2.º Lugar                  | 6    |
| Leonela Santana   | Boulogne     | 30 años | Diseñadora de moda. Participante de la Temporada 1 | 3.º Lugar                  | 3    |
| Matías Báez       | Rosario      | 30 años | Diseñador de moda                                  | 4.º Lugar                  | 1    |
| Javier Tschudy    | Rosario      | 34 años | Dueño de una agencia de viajes                     | 5.º Lugar / 10.º eliminado | 10   |
| Juan Santi        | Rosario      | 30 años | Diseñador de moda y asesor de imagen               | 14.º / 9.º eliminado       | 6    |
| Mariana A.        | Buenos Aires | 37 años | Actriz                                             | 13.ª eliminada             | 8    |
| Gonzalo Calcagno  | Buenos Aires | 34 años | Diseñador de moda                                  | 12.º eliminado             | 8    |
| Marcelo Zanek     | Buenos Aires | 24 años | Modista                                            | 11.º / 7.º eliminado       | 5    |
| José Perea        | Córdoba      | 23 años | Diseñador de moda autodidacta                      | Abandono voluntario        | 5    |
| Yésica Rossi      | Buenos Aires | 30 años | Diseñadora de moda                                 | 8.ª eliminada              | 4    |
| Gabriela Márquez  | Caracas      | 32 años | Asesora de imagen                                  | 6.ª eliminada              | 1    |
| Mara Bonaudi      | Rosario      | 24 años | Actriz, cantante y bailarina                       | 5.ª eliminada              | 1    |
| Silvina Zerda     | Buenos Aires | 23 años | Estudiante                                         | 4.ª eliminada              | 1    |
| Marcela Daff      | Mercedes     | 55 años | Profesora                                          | Abandono voluntario        | 2    |
| Ariana Gómez      | Pila         | 25 años | Bombera                                            | 3.ª eliminada              | 1    |
| María Kotas       | Belgrano     | 75 años | Diseñadora gráfica                                 | 2.ª eliminada              | 1    |
| Facundo del Campo | Tucumán      | 35 años | Modisto                                            | 1.º eliminado              | 1    |

## Edición Famosos(2021)
La cuarta temporada de Corte y Confección fue estrenada el 8 de febrero de 2021, con la particularidad que esta vez los concursantes son celebridades acompañadas por un diseñador amateur que cumple el rol de soñador. En esta temporada, el jurado vuelve a estar conformado por los miembros originales, es decir, los diseñadores Benito Fernández, Verónica de la Canal y Fabián Zitta. Por otro lado, Matilda Blanco vuelve a su rol de jefa de taller. En esta edición también regresan exparticipantes de las anteriores temporadas para cumplir el rol de "Coachs/Ayudantes". Se estima que certamen finalice en junio de 2021 dando a conocer al gran ganador del concurso.

### Participantes
| Nombre                  | Residencia            | Edad    | Ocupación                                           | Información                   | Nom. |
| ----------------------- | --------------------- | ------- | --------------------------------------------------- | ----------------------------- | ---- |
| Aníbal Pachano          | Tostado               | 66 años | Bailarín, coreógrafo, director teatral y arquitecto | Ganador                       | 3    |
| María Fernanda Callejón | Ciudad de Córdoba     | 54 años | Actriz y vedette                                    | 2.º Lugar                     | 5    |
| Anita Martínez          | Buenos Aires          | 46 años | Actriz, comediante y bailarina                      | Semifinalista / 5.ª eliminada | 4    |
| Miriam Lanzoni          | Pampa del Infierno    | 41 años | Actriz y panelista                                  | Semifinalista                 | 5    |
| Ximena Capristo         | Avellaneda            | 44 años | Actriz, vedette y locutora                          | 13.ª eliminada                | 6    |
| Valeria Archimó         | Buenos Aires          | 49 años | Bailarina, vedette y coreógrafa                     | 12.ª eliminada                | 4    |
| Geraldine Neumann       | Buenos Aires          | 37 años | Modelo                                              | 11.ª eliminada                | 2    |
| Mario Guerci            | Rosario               | 39 años | Actor y modelo                                      | 10.º eliminado                | 5    |
| Barbie Vélez            | Buenos Aires          | 26 años | Actriz y modelo                                     | 9.ª / 6.ª eliminada           | 3    |
| Pachu Peña              | Rosario               | 58 años | Actor y comediante                                  | 8.º / 4.º eliminado           | 7    |
| Bicho Gómez             | Río Cuarto            | 57 años | Actor y comediante                                  | 7.º eliminado                 | 3    |
| Tucu López              | San Miguel de Tucumán | 40 años | Locutor y conductor de televisión                   | 3.º eliminado                 | 3    |
| Adriana Salgueiro       | Buenos Aires          | 63 años | Modelo y actriz                                     | 2.ª eliminada                 | 2    |
| Nora Cárpena            | Quilmes               | 76 años | Actriz                                              | 1.ª eliminada                 | 1    |

## Premios y nominaciones
| Lista de premios y nominaciones | Lista de premios y nominaciones  | Lista de premios y nominaciones | Lista de premios y nominaciones | Lista de premios y nominaciones | Lista de premios y nominaciones |
| Año                             | Premio                           | Categoría                       | Premiado                        | Resultado                       | Ref.                            |
| ------------------------------- | -------------------------------- | ------------------------------- | ------------------------------- | ------------------------------- | ------------------------------- |
| 2019                            | Premios Martín Fierro de la Moda | Mejor programa de moda          | Corte y confección              | Ganador                         |                                 |
| 2021                            | Premios Martín Fierro            | Mejor reality                   | Corte y confección              | Nominado                        |                                 |